# Simbi Khali
Simbi Khali (Jackson, 28 april 1971) is een Amerikaanse actrice die het meest bekend is van haar rol als Nina Campbell in de comedyserie 3rd Rock from the Sun.
Ze werd geboren in Jackson (Mississippi, Verenigde Staten), maar groeide op in Chicago als de jongste van zeven kinderen. Zij studeerde aan de Duke Ellington School of the Arts en vervolgde haar opleiding aan het California Institute of the Arts, waar ze afstudeerde met een graad in acteren.
Khali speelde in de televisieshow Martin in een terugkerende rol als Laquita. Verder speelde ze in de speelfilms Vampire in Brooklyn (geregisseerd door Wes Craven), A Thin Line Between Love and Hate, en Plump Fiction. Ze stond op het podium van Colored Museum, For Colored Girls..., A Midsummer Night's Dream, en Troilus and Cressida. Ze leende ook haar stem voor Varesh Ossa, de antagonist van Guild Wars Nightfall.
Ze trouwde op 14 oktober 2000 met acteur Cress Williams. In 2011 zijn zij gescheiden.